# システマ (企業)
システマ（ロシア語: АФК Система、英語: AFK Sistema）はロシアの複合企業（コングロマリット）である。ロシアのオリガルヒの一人ウラジーミル・イェフトゥシェンコフが株式の62%を保有している。

## グループ会社
- モバイル・テレシステムズ（英語版）：ロシア最大の携帯電話会社
- スカイ・リンク：携帯電話事業者（CDMA）
- MBRD：銀行
- ROSNO：保険
- インツーリスト：旅行
- システマアグロ：食品